# Cinderella (film 1907)
Cinderella è un cortometraggio muto del 1907 diretto da Lewin Fitzhamon.

## Trama
La fata madrina aiuta una sguattera a partecipare a un ballo reale.

## Produzione
Il film fu prodotto dalla Hepworth.

### Cast
- Gertie Potter: La fata madrina è interpretata da questa attrice dodicenne qui al suo undicesimo film[1]. A fine carriera, nel 1913, Gertie avrebbe interpretato ancora un Cinderella, ma questa volta nelle vesti della protagonista. Dopo questa sua ultima pellicola, la diciottenne attrice si sarebbe ritirata dalle scene.

## Distribuzione
Distribuito dalla Hepworth, il film - un cortometraggio in una bobina - uscì nelle sale cinematografiche britanniche nel novembre 1907.
Si conoscono pochi dati del film che, prodotto dalla Hepworth, fu distrutto nel 1924 dallo stesso produttore, Cecil M. Hepworth. Fallito, in gravissime difficoltà finanziarie, il produttore pensò in questo modo di poter almeno recuperare il nitrato d'argento della pellicola.